# Davut Güloğlu
Davut Güloğlu, turkisk sångare och artist, född 1972 i Turkiet. Han slog igenom med låten "Nurcanim" år 2001.